# Sarnowy
Sarnowy (dodatkowa nazwa w j. kaszub. Sarnowë; niem. Sarnowen) – wieś w Polsce, położona w województwie pomorskim, w powiecie kościerskim i gminie Kościerzyna, nad rzeką Wierzyca. 232 mieszkańców (30.06.2014). Siedziba sołectwa o powierzchni 507,41 ha. W sąsiedztwie jeziora Zagnanie (miejsce wypoczynku mieszkańców) i park krajobrazowy Dolina Wierzycy. Sarnowy leżą przy drodze wojewódzkiej nr 214 (odcinek Kościerzyna-Toruń), od niej też prowadzą dwie drogi (wśród nich leśna) do innych wsi i nad jezioro Drzędno; w pobliżu trasa magistrali węglowej (Maksymilianowo-Kościerzyna-Gdynia).

## Z kart historii
W pobliskim lesie znajduje się nagrobek kościerskiego nauczyciela Bernarda Szumockiego (1899–1939), zamordowanego przez żołnierzy Wehrmachtu.
Do lat 90. działała tu szkoła podstawowa, przeniesiona następnie do odległego o 2 km Wielkiego Podlesia.